# Харрис, Тимоти
Тимоти Сильвестр Харрис (англ. Timothy Sylvester Harris; род. 6 декабря 1964, Табернакль, Сент-Китс, Сент-Китс и Невис) — сент-китс и невисский политический деятель, четвёртый министр иностранных дел Сент-Китса и Невиса с 10 августа 2001 по 25 января 2013 года, третий премьер-министр Сент-Китса и Невиса с 18 февраля 2015 по 6 августа 2022 года.

## Биография

### Молодые годы и образование
Тимоти Сильвестр Харрис родился 6 декабря 1964 года и вырос в деревне близ Табернакля на острове Сент-Китс.
Харрис учился в Кайонской высшей школе и Бастерской средней школе. В 1988 году окончил отделение Университета Вест-Индии в Гэйв-Хилле на Барбадосе со степенью бакалавра наук в области бухгалтерского учёта, получив за время учёбы премию Виктора Крука. После этого, он в течение двух лет работал на управленческом уровне в компании «S. L. Horsfords and Co Ltd.». С 1990 по 1992 год Харрис учился в отделении Университета Вест-Индии в Сан-Августине (Тринидад и Тобаго), окончив его со степенью магистра в области бухгалтерского учёта. Он окончил верхней части класса с магистра Степень с отличием в области бухгалтерского учёта. В 2001 году он получил степень доктора философии в области бухгалтерского учёта Университета Конкордия в Монреале (Канада).

### Политическая карьера
В 1993 году Харрис принял участие в выборах и получил место в Национальной ассамблее. С тех пор, на каждых парламентских выборах в 1995, 2000, 2004 и 2010 годах он неизменно входил в список Лейбористской партии. Харрис занимал посты министра сельского хозяйства, земли и строительства, образования, труда и социального обеспечения, международной торговли, промышленности и торговли. С 10 августа 2001 года он находился на должности министра иностранных дел. 25 января 2013 года премьер-министр Дензил Дуглас уволил Харриса со всех постов в правительстве, сославшись на его противодействие законодательным инициативам и подрыв государственной деятельности. После этого он вышел из Лейбористской партии и основал свою Народную рабочую (лейбористскую) партию.
В преддверии парламентских выборов 2015 года, Народная рабочая партия вместе с Движением обеспокоенных граждан и Движением народного действия создали единый альянс под названием «Команда единства», главой которого стал Харрис в качестве председателя своей партии.
Альянс победил на выборах, получив в общей сложности 11 мест из 15-ти, хотя Народной рабочей партии досталось только одно, которое и занял Харрис. Премьер-министр Дуглас признал своё поражение, и таким образом в Сент-Китсе и Невисе закончилось 20-летнее пребывание лейбористов у власти. В то же время, Харрис поздравил всех с успешным проведением выборов, призвав народ к спокойствию в ожидании грядущего восстановления «торжества демократии». До официальной присяги, имея тесные связи с политиками Карибского бассейна, он встретился с премьер-министром Сент-Винсента и Гренадин Ральфом Гонсалвешом, премьер-министром Доминики Рузвельтом Скерритом и премьер-министром Гренады Китом Митчеллом.

### На посту премьер-министра Сент-Китса и Невиса
18 февраля на церемонии в Доме правительства в окружении семьи, близких друзей и толп сторонников, генерал-губернатор Сент-Китса и Невиса Эдмунд Лоуренс и судья Марлен Картер привели Тимоти Харриса к присяге премьер-министра Сент-Китса и Невиса. Харрис стал третьим премьером со времени обретения страной независимости от Великобритании в 1983 году. После этого, премьер-министр Гренады Кит Митчелл поздравил Харриса, отметив что его избрание «открывает новую эру для управления в Сент-Китсе и Невисе». Поздравления пришли также от премьер-министра Тринидада и Тобаго Камлы Персад-Биссессар, председателя Организации Восточно-карибских государств и премьер-министра Доминики Рузвельта Скеррита, премьер-министра Антигуа и Барбуды Гастона Брауна, премьер-министра Сент-Люсии Кенни Энтони и президента Гайаны Дональда Рамотара.
В день присяги, Харрис назначил Винсента Байрона на пост генерального прокурора. 23 февраля на стадионе «Уорнер-Парк» генерал-губернатор Лоуренс привёл к присяге новых членов правительства, назначенных Харрисом.
25 февраля Харрис провёл переговоры с министром иностранных дел Венесуэлы Дельси Родригес по вопросам сотрудничества в рамках Боливарианского альянса для народов нашей Америки. Позже, он возглавил делегацию на 9-м саммите «Петрокарибе», где встретился с президентом Венесуэлы Николасом Мадуро. 3 марта Харрис встретился с исполнительным директором Международного валютного фонда Сержем Дюпоном, поздравившим его с избранием на должность премьер-министра и выразившим уверенность в продолжении продуктивных отношений. 9 марта он встретился с послом Швеции в Карибском сообществе Клаэсом Хаммером.